# Gary Chauvin
Gary Chauvin est un joueur français de volley-ball né le 29 décembre 1987 à Brive-la-Gaillarde (Corrèze). Il évolue au poste de passeur.

## Biographie
Il débute le volley-ball à l'âge de 6 ans à Brive où il jouera jusqu'en 2006. Son père Jean a été manager sportif du CA Brive Volley de 2000 à 2005, puis président de 2011 à 2015,. 
Gary Chauvin pratique également le beach-volley. En 2016, il remporte la 40e édition du tournoi des Caounils à Saint-Pierre-la-Mer avec notamment Stephen Boyer. 

## Carrière
Il est champion de France 2017 avec le Chaumont Volley-Ball 52. 
Il a été le capitaine du Nantes Rezé Métropole Volley lors de la saison 2017-2018. 
Après un passage au Rennes volley 35 lors de la saison 2019-2020, il signe au Tours Volley-Ball pour la saison 2020-2021 club dans lequel il évolue toujours sur le poste de second passeur ,.
Lors de sa saison 2022-2023 avec le Tours Volley-Ball, il remporte le doublé Coupe-Championnat.

## Clubs
| Club                                    | De        | À         |
| --------------------------------------- | --------- | --------- |
| CA Brive Corrèze Limousin Volley-Ball   | 2004-2005 | 2006-2007 |
| Club Alès CVB                           | 2006-2007 | 2008-2009 |
| Narbonne Volley                         | 2009-2010 | 2011-2012 |
| Asnières Volley 92                      | 2012-2013 | 2012-2013 |
| Nantes Rezé Métropole Volley            | 2013-2014 | 2013-2014 |
| Loisirs Inter sport Saint-Pierre Calais | 2014-2015 | 2014-2015 |
| Chaumont Volley-Ball 52                 | 2015-2016 | 2016-2017 |
| Nantes Rezé Métropole Volley            | 2017-2018 | 2017-2018 |
| Grand Nancy Volley-Ball                 | 2018-2019 | 2018-2019 |
| Rennes Volley 35                        | 2019-2020 | 2019-2020 |
| Tours Volley-Ball                       | 2020-2021 | 2022-2023 |

## Palmarès[6]
- Coupe de la CEV
  -  2022
- Challenge Cup:
  -  2017
  -  2014
- Championnat de France Ligue A (2)
  -  2017, 2023
  -  2022
- Coupe de France
  -  2023
  -  2022
  -  2018
- Championnat de France Pro B (2)
  -  2008
  -  2011
  -  2013